# Frederik Danneskiold-Samsøe (1916-1994)
 Der er flere personer med dette navn, se Frederik Danneskiold-Samsøe.
Niels Frederik Kjeld Viggo Danneskiold-Samsøe (født 3. august 1916 på Klosterskov, død 24. februar 1994 i Horslunde) var en dansk godsejer, kammerherre og hofjægermester. Han blev tiltalt som Hans Excellence (H.E.) Niels Frederik Kjeld Viggo greve Danneskiold-Samsøe.
Han var søn af Viggo greve Danneskiold-Samsøe (1874-1936) og Bodil Maria Stella Lindholm (1890-1934) og blev skovfogedelev i Gribskov. Han var fra 1944 ejer af Floes Skov i Virring Sogn, Randers Amt, fra 1945 skovrider på skovridergården Søgaard i Vesterborg Sogn og fra 1952 proprietær på Gabrielsminde i Græshave Sogn. Fra 1953 til 1975 ejede han sammen med sin hustru Øllingsø.
Frederik Danneskiold-Samsøe var passioneret jæger både i Danmark og udlandet og skød i sin levetid 1.146 bukke. Cirka 200 af disse hænger på Hotel Skovridergaarden i Nakskov, mens et tilsvarende antal bukke hænger hos en af grevens sønner. De resterende findes på Øllingsø.
Den 26. oktober 1944 ægtede han Lykke Wilhjelm til Ravnsbygård og Øllingsø (26. oktober 1918 i Gentofte - 10. september 1998 på Øllingsø), datter af godsejer Lauritz Wilhjelm til Øllingsø og Ingeborg Muus.